# Hammagrella
Hammagrella är en svensk popgrupp från Stockholm. Gruppen bildades 1982 av Hans Kalderin och Patrik Cedemar och har haft framgångar både under 1980-talet och sedan omstarten i början av 2000-talet.

## 1980-talet och Onderox
Hammagrella grundades i Nacka 1982 av låtskrivarparet Hans Kalderin och Patrik Cedemar. Året därpå anslöt Mats Sandin till gruppen och tillsammans spelade de in EP:n ”Onderox” i CTR Studio i Nacka 1984 .
Medverkade på skivan gjorde även Göran Kling (elbas) och P-Å Westberg (keyboard och saxofon). Under namnet Onderox blev de snabbt ett populärt liveband på de stora rockklubbarna i Stockholm. I juli 1985 blev de inbjudna att delta i rockfestivalen Rockmotti i Grums, tillsammans med artister som Bobbysocks och Jerry Williams. 
Gruppen blev känd för att spela medryckande powerpop med märkliga och ofta absurda texter på svenska och jämfördes ibland med Torsson och Danielsson & Pekkanini.  
Onderox upplöstes som grupp i september 1985 och Kalderin, Cedemar och Sandin fortsatte på egen hand som låtskrivare utan större framgångar.

## 2000-talet och Hammagrella
I december 1999 släppte Kalderin, Cedemar och Sandin tillsammans julsingeln ’’Jul Med Elton John’’ under namnet Internet. Singeln blev flitigt spelad i radio och var startskottet för en nystart med gruppen.
De bytte tillbaka till originalnamnet Hammagrella och släppte under de följande åren fyra studioalbum: “Svegs Trälar” (2002), “Vykort Från Grums” (2003), “Svartvita teven” (2004) och “Jag Ska Flytta Till Chicago” (2005).
’’Jag Ska Flytta Till Chicago” blev särskilt framgångsrik. “Ping-pong Sång” vann Bästa Nya Låt i Pite FM:s radioprogram ’’Trassel” 2004 . Hyllningslåten till fotbollsspelaren Gary Sundgren blev en hit inte minst bland fotbollsfans och ’’Bara En Boll’’, som handlar om Europamästerskapet i fotboll 2004, fick flera utmärkelser, bland annat av tidskriften Studio . 
Efter nästan tio års uppehåll kom ett nytt album, "Radio Grella” 2016, en fortsättning på bandets traditionella lo-fi-sound. Året därpå följde de upp med den märkliga pop-operan "Svegs Trälar" som handlar om en förvirrad sekt som lajvar medeltid och seglar till Skottland och leker riddare. Detta är en expanderad nytolkning av debutalbumet från 2002 med samma namn.  
Sedan Hammagrella lanserades på Spotify 2015 har deras största hit ’’Orkney Genius’’ streamats mer än 30 000 gånger .  

## Hammagrellas Universum
2015 startade Sandin och Kalderin ett sidoprojekt kallat Hammagrellas Universum. Erfarna musiker rekryterades till bandet och man påbörjade inspelningen av ett album med helt nya versioner av gamla Hammagrella-låtar. Bandet turnerade även framgångsrikt på klubbar i Stockholm under dom kommande åren. 
Våren 2018 släpptes singeln "Hallelujah För Pingis" i samband med Världsmästerskapen i bordtennis 2018 i Halmstad. Låten lanserades som den alternativa signaturmelodin till mästerskapen. Den officiella VM-låten skrevs av Per Gessle ("Name You Beautiful").   

## Diskografi

### Singlar/EP

#### Onderox
- ”Onderox” (1984)

#### Internet
- “Jul Med Elton John” (1999)

#### Hammagrella
- “Ett mejl från Hale Bopp” (2003)
- “Riktig Restaurang” (2003)
- “Martin Beck Nickade” (2004)
- “Ping-pong Sång” (2005)
- “Orkney Genius” (2005)
- “Gary Sundgren” (2005)
- “Bara En Boll” (2005)
- "Radio Grella" (2016)
- "Queen Karolin" (2016)
- "Susanne och min nya rustning" (2017)
- "Över Nordens hav" (2017)

#### Hammagrellas Universum
- “Hallelujah För Pingis” (2018)
- "Mogrens Magiska Mix" (2018)
- "Ryska Peter" (2018)

### Album

#### Hammagrella
- ”Svegs Trälar” (2002)
- ”Vykort Från Grums” (2003)
- “Svartvita Teven” (2004)
- “Jag Ska Flytta Till Chicago” (2005)
- “Radio Grella”' (2016)
- "Svegs Trälar" (2017)

#### Hammagrellas Universum
- ”Folkbildning. Teorier. Vansinne.” (2018)

### Övriga inspelningar

#### Hammagrella
- “Fruktmannen" (2006) (tidigare outgivet extramaterial)